# Jacquemontia unilateralis
Jacquemontia unilateralis är en vindeväxtart som först beskrevs av Roemer och Schultes, och fick sitt nu gällande namn av O'donell. Jacquemontia unilateralis ingår i släktet Jacquemontia och familjen vindeväxter. Inga underarter finns listade i Catalogue of Life.